# Johnny Saxton
John "Johnny" Saxton, född 4 juli 1930 i Newark, New Jersey, död 4 oktober 2008, var en amerikansk proffsboxare. Han var tvåfaldig världsmästare i weltervikt 1954-55 och 1956.
Johnny Saxton lärde sig boxningens grunder i New York på ett barnhem för föräldralösa barn i Brooklyn. Efter en kort amatörkarriär omfattande ett 30-tal matcher blev han professionell 1949 och hans proffskarriär varade till 1958.
Saxton tog welterviktstiteln första gången 1954 genom att poängbesegra regerande mästaren, kubanen Kid Gavilan. Redan i sitt första titelförsvar förlorade Saxton titeln till Tony DeMarco. Ringdomaren bröt matchen sedan Saxton blivit nerslagen i rond 14 och inte kunde stå stadigt efter att han rest sig. Någon returmatch blev aldrig av då DeMarco också omgående förlorade titeln till Carmen Basilio som därmed blev Saxtons nästa motståndare.
I den första matchen mellan dem i mars 1956 vann Saxton överlägset på poäng och återtog därmed titeln. Returmatchen i september slutade med att ringdomaren bröt matchen efter rond 8 då Saxton fått kopiöst med stryk och Basilio förklarades som segrare. De tre poängdomarna var eniga om att Saxton vunnit bara en av de åtta ronderna.
I februari 1957 gjorde Saxton ett försök att ta tillbaka sin titel av Basilio men blev nerslagen redan i andra ronden och misslyckades återigen med att stå stadigt när han reste sig, varpå domaren bröt matchen.
Efter sin tredje match mot Basilio gick Saxton endast fem matcher till och förlorade fyra av dem. Domslutet i den enda match han vann ifrågasattes dessutom och Saxton ansågs vid det laget vara ett "ringvrak".
Johnny Saxtons slutliga matchstatistik blev 55 segrar (21 på KO), 9 förluster och 2 oavgjorda.